# 普陀山潮音洞摩崖石刻
普陀山潮音洞摩崖石刻是位于浙江省舟山市普陀区普陀山的石刻，是第七批浙江省省级文物保护单位，为不可移动文物，在《舟山市普陀山风景名胜区条例》中属风景区内的人文资源。其所在地潮音洞属地质地貌遗迹，为风景区自然资源。潮音洞的抗倭石刻是普陀山历史最悠久的石刻之一，以“海天佛国”石刻最为著名。由于近海，潮音洞摩崖石刻受到了盐碱侵蚀问题，尤以抗倭摩崖题记为甚。